# Ще до війни
«Ще до війни» (рос. «Ещё до войны») — український радянський художній фільм 1982 року режисера Бориса Савченка; екранізація однойменної повісті Віля Ліпатова.

## Сюжет
Літо 1939 року. Після смерті батька з міста в далеке сибірське село повертається Рая. Вона селиться в будинку свого дядька, голови колгоспу, який живе з дружиною і трьома синами, двоюрідними братами Раї. Поступово вона знайомиться з життям села, набуває тут нових друзів і подруг. Село живе тихим довоєнним життям: у клубі показують фільм «Якщо завтра війна», ставлять самодіяльні спектаклі, вечорами влаштовують танці.
Замінивши під час репетиції спектаклю свою подругу, Рая близько знайомиться з сільським хлопцем Анатолієм, який недавно відслужив в армії. За сюжетом п'єси їм доводиться грати закоханих, а незабаром сильне почуття виникає у них і в реальному житті…

## У ролях
- Дар'я Михайлова —  Рая Колотовкіна
- Андрій Ярославцев —  Анатолій Трифонов
- Людмила Шевель —  Гранько
- Ірина Жалибіна —  Валентина Капа
- Ольга Анохіна —  вчителька Жутикова
- Юрій Гребенщиков —  Петро Артемович Колотовкін
- Василь Петренко —  Льонька Мурзін
- Елеонора Шашкова —  дружина голови
- Олександр Гебдовскій —  брат Раї
- Сергій Калантай —  брат Раї
- Володимир Петрів —  брат Раї
- Віктор Мірошниченко —  батько Анатолія Трифонова
- Лілія Гурова —  мати Анатолія Трифонова
- Микола Юдін —  дід Крилов
- Ірина Авер'янова —  Варенцова
- Микола Федорцов —  Іван Веденеєвич
- Олександр Білина —  капітан

## Творча група
- Сценарій: Артур Войтецький
- Режисер: Борис Савченко
- Оператор: Валерій Квас
- Композитор: Євген Станкович